# Robbin Kieft
Robbin Kieft (Turijn, 22 juli 1987) is een voormalig Nederlands profvoetballer die uitkwam voor FC Groningen. Hij is een zoon van oud-voetballer Wim Kieft en speelde als aanvaller.

## Carrière
Robbin Kieft werd geboren in Turijn in de periode dat zijn vader Wim Kieft speelde voor Torino FC. Hij kwam in zijn jeugd uit voor AFC en Ajax. Robbin Kieft kwam uit voor FC Groningen gedurende de periode 2005-2007. Net als zijn vader maakte hij zijn profdebuut in een wedstrijd tegen Sparta Rotterdam. Na deze periode bij Groningen ging hij na een stage bij ADO Den Haag verder in het amateurvoetbal bij hoofdklasser AFC. Daar stopte hij gedurende zijn eerste seizoen. Vervolgens speelde hij nog op lager amateurniveau.

## Statistieken
| Seizoen         | Club            | Competitie      | Competitie | Competitie | Beker | Beker | Internationaal | Internationaal | Totaal | Totaal |
| Seizoen         | Club            | Competitie      | Wed.       | Dlp.       | Wed.  | Dlp.  | Wed.           | Dlp.           | Wed.   | Dlp.   |
| --------------- | --------------- | --------------- | ---------- | ---------- | ----- | ----- | -------------- | -------------- | ------ | ------ |
| 2005/06         | FC Groningen    | Eredivisie      | 2          | 0          | 0     | 0     | –              | –              | 2      | 0      |
| 2006/07         | FC Groningen    | Eredivisie      | 1          | 0          | 0     | 0     | –              | –              | 1      | 0      |
| Carrière totaal | Carrière totaal | Carrière totaal | 3          | 0          | 0     | 0     | 0              | 0              | 3      | 0      |